# Francis Amyot
Pour les articles homonymes, voir Amyot.
Francis Amyot, appelé Frank Amyot (né le 14 septembre 1904 à Thornhill et mort le 21 novembre 1962 à Ottawa), est un céiste canadien, champion olympique de sa discipline.
Amyot a été intronisé au Panthéon olympique canadien en 1949 et au Panthéon des sports canadiens en 1955. 

## Palmarès
- Jeux olympiques de 1936 à Berlin (Allemagne) :
  -  Médaille d'or en C-1 1000 m.